# Vincetoxicum rockii
Vincetoxicum rockii är en oleanderväxtart som först beskrevs av Michael George Gilbert och P.T. Li, och fick sitt nu gällande namn av S. Liede. Vincetoxicum rockii ingår i släktet tulkörter, och familjen oleanderväxter. Inga underarter finns listade i Catalogue of Life.